# (988) Аппелла
(988) Аппелла (лат. Appella) — астероид главного пояса астероидов, принадлежащий к спектральному классу S. Астероид был открыт 10 ноября 1922 года русско-французским астрономом Вениамином Жеховским в Алжирской обсерватории и назван в честь в честь французского математика Поля Эмиля Аппеля.

## Орбита
Астероид располагается во внутренней части главного пояса астероидов на расстоянии 2,4-3,9 а. е. от Солнца. Его орбита имеет довольно больший эксцентриситет 0,24 и наклон 2° относительно эклиптики. Эти параметры соответствует орбитам астероидов динамического семейства астероидов Фемиды

## Физические характеристики
Как большинство астероидов данного семейства Аппелла является типичным каменным астероидом спектрального класса S.
Отражающая способность астероида достаточно небольшая для данного класса и варьируется от 0,066 до 0,1401.
Эти параметры получены на основании исследований, проведённых инфракрасными спутниками IRAS, Akari и WISE.
Исходя из яркости и альбедо, рассчитано значение диаметра астероида, которое находится в диапазоне от 20,431 до 30,09 км.
Астероид характеризуется крайне низкой скоростью вращения. На основании кривых блеска полученных в 2012 году вычислен период вращения равный 120 часам, что крайне редко встречается у небольших астероидов.